# Мъченичество на светата царица Шушаник
„Мъченичество на светата царица Шушаник“ (на грузински: წამებაჲ წმიდისა შუშანიკისი დედოფლისაჲ) е грузински агиографски роман от Яков Цуртавели, съвременник и участник в описваните събития.
Това е най-старото запазено произведение на грузинската литература. Смята се, че е написано между 476 и 483 г., а най-старото запазено копие е от 10 век. Запазен е и съкратен вариант на арменски, приблизително от времето на написване на книгата.
Произведението описва мъченичеството на царица Шушаник. Нейният съпруг цар Варскен се отказва от християнството и възприема зороастризма. Шушаник отказва да го последва и умира като мъченица след години затвор и мъчения.